# Предмет преступления
Предмет преступления — это вещь, элемент материального мира, на который осуществляется воздействие в ходе совершения преступления. Например, предметом хищения является само похищенное имущество, предметом взяточничества — полученные должностным лицом денежные средства, предметом контрабанды — перемещаемые через границу товары. Признак предмета преступления в составе преступления является факультативным: он имеет значение не для всех составов преступления, и даже не во всех составах преступления присутствует (например, какой-либо определённый предмет отсутствует у дезертирства).
Предметом преступления, как правило, признаются неодушевлённые вещи, однако в качестве предмета преступления могут выступать и животные, которые хотя и являются живыми существами, но выступают не субъектом, а предметом общественных отношений.

## Предмет и объект преступления
Предмет преступления обычно в уголовно-правовой литературе рассматривается совокупно с объектом преступления, однако этим понятиям в советской (и постсоветской), а также с 1949 года в основанной на ней китайской (对象, duixiang и 客体, keti) традиции  придаётся разное содержание. Объект всегда идеализирован: это интересы, блага и иные значимые для общества ценности, охраняемые уголовным правом (сопоставимо с охранной целью нормы в немецком праве). Предмет преступления (объект преступления согласно широко воспринятой в континентальных правовых системах традиции немецкого уголовного права) всегда материален, это конкретная вещь материального мира. Объекту преступления (в значении советской традиции в её понимании) в ходе преступного посягательства всегда наносится ущерб. Предмет преступления далеко не всегда ухудшает свои свойства в результате преступного посягательства: он может оставаться неизменным либо приобретать новые и улучшать старые качества (например, это происходит с наркотическими средствами в результате их переработки).

## Предмет и орудия и средства совершения преступления
Смежными с предметом преступления признаками состава преступления выступают также орудия и средства совершения преступления. Предмет преступления — это вещь, на которую осуществляется преступное воздействие, для чего используются орудия и средства преступления. Орудия и средства совершения преступления — это инструмент воздействия на предмет преступления. Одна и та же вещь может в разных деяниях являться как орудием преступления, так и предметом преступления: например, пистолет может в одном деянии (в незаконном обороте оружия) являться предметом преступления, а в другом (например, в убийстве) — орудием преступления.

## Значение предмета преступления
Значение признаков предмета преступления заключается в его использовании для разграничения преступного и непреступного поведения, а также смежных составов преступлений. Так, достаточно часто преступность деяния зависит от величины стоимости или иного денежного эквивалента его предмета. Кроме того, причинение вреда определённому предмету может выступать в качестве квалифицирующего признака.

## Потерпевший
В качестве предмета посягательств на личность также можно рассматривать человека, путём воздействия на тело которого совершается преступное посягательство. Признаки такого человека могут иметь уголовно-правовое значение, сходное со значением признаков предмета (например, при квалификации половых преступлений, преступлений против жизни и здоровья, а также при назначении наказания за совершённое преступление). Однако в таком случае обычно используется понятие «потерпевший», а не «предмет преступления». Н. Г. Иванов предлагает рассматривать человека в качестве предмета в случае, если воздействие осуществляется на его физическое тело, однако эта точка зрения не получила общего признания.
Понятие «потерпевший», помимо уголовного права, используется также в уголовном процессе и криминологии.